# Hino da Ilha de Man
O Hino nacional da Ilha de Man (em manês: Arrane Ashoonagh Vannin) foi escrito e composto em 1907 por William Henry Gill, e foi traduzido para o manês por John Joseph Kneen. Muitas vezes é referido por seu incipit, sendo, na língua inglesa, "O Land of Our Birth", e na língua manx, "O Halloo Nyn Ghooie" (em português:  "Ó Terra de Nosso Nascimento").